# Konstancie Bretaňská
Konstancie Bretaňská (bretonsky Konstanza Breizh, francouzsky Constance de Bretagne, 1161? – září 1201, Nantes) byla bretaňská vévodkyně a fundátorka cisterciáckého kláštera Notre-Dame Villeneuve u Nantes. Počítá se do rodokmenu Rohanů.

## Život

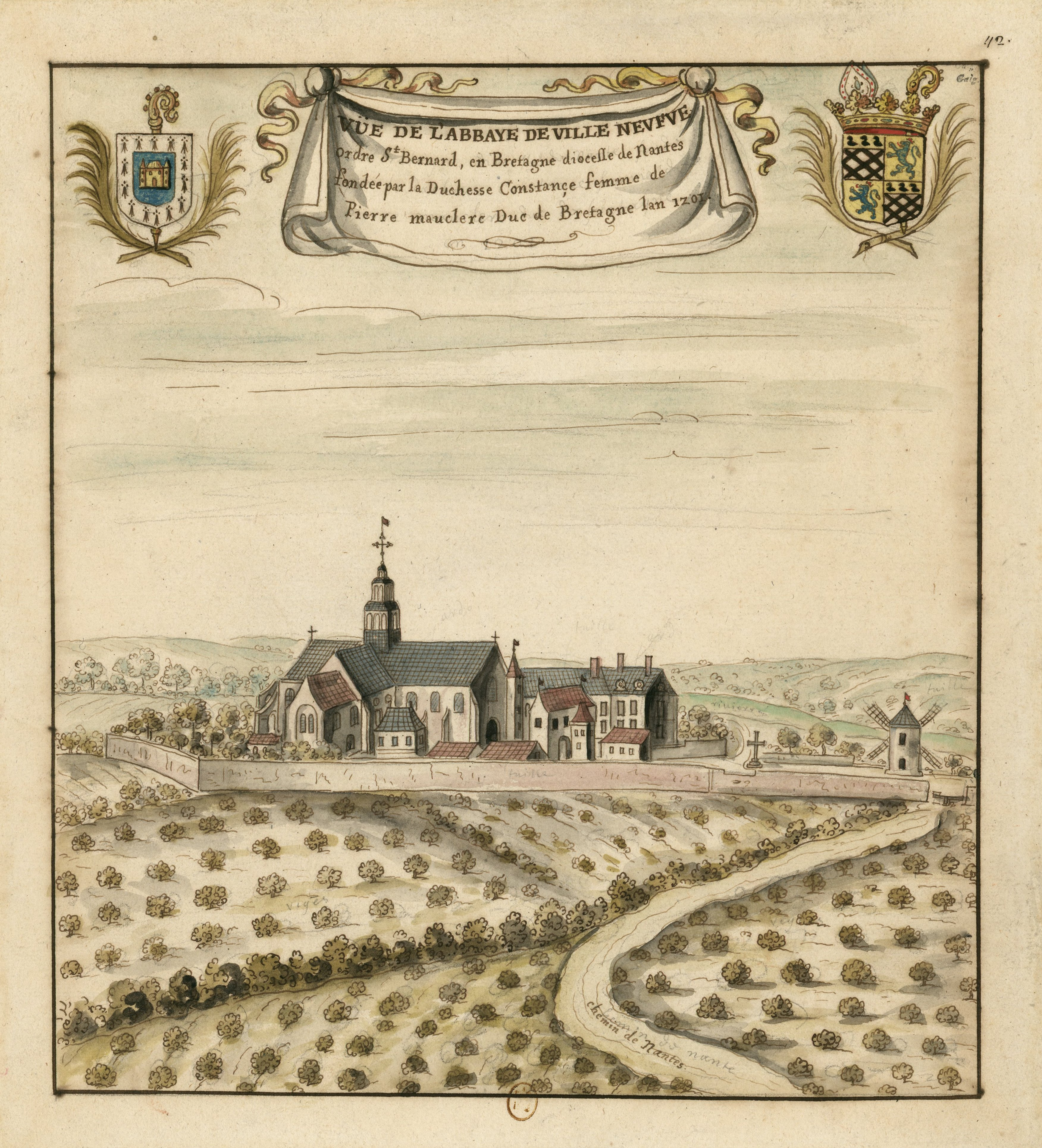
Veduta kláštera Villeneuve

Konstancie byla dcera a dědička bretaňského vévody Conana IV. a jeho manželky Marguerity z Huntingdonu,
Anglický král Jindřich II. donutil Conana, aby se stal jeho vazalem a roku 1166 jej v důsledku Conanovy neschopnosti zvládnout bouřící se šlechtu sesadil. Conan se vzdal vlády ve prospěch své jediné dcery Konstancie a Geoffroye, jednoho z mladších synů krále Jindřicha, jejího snoubence. Skutečnou moc měl v rukou král Jindřich.
Svatba se konala v červenci 1181. Pět let poté Geoffroy při návštěvě pařížského královského dvora nečekaně zemřel v důsledku náhlé nemoci či turnaje. V době jeho skonu byla Konstancie potřetí těhotná. Syn Artur se roku 1187 narodil jako pohrobek.
Roku 1189 se vdova na základě intervence anglického krále podruhé provdala za mladého Ranulfa, hraběte z Chesteru, který měl dohlédnout na její loajalitu vůči Anglii. Manželství nebylo šťastné a došlo k odluce. Roku 1196 Konstancie předala vládu Arturovi a král Richard Lví srdce prohlásil Artura svým dědicem. Při té příležitosti pozval chlapce i s Konstancií do Normandie. Při cestě do Rouenu Ranulf svou ženu zajal a odmítal ji propustit.
Roku 1199 bylo manželství anulováno a následně se Konstancie znovu provdala za Víta z Thouars. Pár spolu měl dvě dcery a traduje se, že Konstancie v důsledku druhého porodu v roce 1201 zemřela. Byla pohřbena v klášteře Villeneuve. Bretaň nakonec zdědila dcera Alice.

## Potomci
1. manželství ∞ 1181 Geoffroy Plantagenet
- Eleonora (1182/84–1241)
- Matylda (1185?–1189?)
- Artur (1187–1203)

2. manželství ∞ 1188/89 Ranulf z Blondeville

3. manželství ∞ 1199 Vít z Thouars
- Alice (1200–1221) ∞ 1213 Petr I. Bretaňský
- Kateřina (1201–1237/1240) ∞ 1212 Ondřej III. z Vitré
- Markéta (1201–1216/1220) ∞ Geoffroy I. z Rohanu.[pozn. 3][4][5][6][7][8][9][10]